# Otto Reinhold Klingspor
Otto Reinhold Klingspor, född 1751 på Stora Kärr i Habo socken, död 1802 i Itzehoe, var en svensk friherre och militär. Han var son till Christian Fredrik Klingspor samt bror till Wilhelm Mauritz Klingspor och Fredrik Filip Klingspor.

## Militär karriär
Klingspor inledde sin militära bana som kvartermästare vid Adelsfanan 1764. Han blev kadett i Karlskrona 1766, sergeant 1768, och fänrik vid Kronprinsens regemente 1769. År 1770 befordrades han till löjtnant vid Jämtlands dragonregemente, där han samma år även blev adjutant. Han blev premiärlöjtnant 1773 och kapten 1776. År 1779 överfördes han till Björneborgs regemente där han samma år utnämndes till major. 1780 blev han sekundmajor, och senare premiärmajor vid Tavastehus läns infanteriregemente. År 1787 blev han överstelöjtnant i armén.

## Anjalaförbundet och exil
Klingspor var en av de mest aktiva deltagarna i Anjalaförbundet. Förutom att ha undertecknat handlingarna och deltagit i överläggningarna, anklagades han för att ha uppviglat underbefäl och soldater vid sitt regemente. Han arresterades i Finland och fördes till Stockholm.
Trots att flera, däribland hertiginnan av Södermanland, vädjade för hans frigivning, dömdes han den 13 augusti 1790 till döden samt förlust av ära och egendom, i likhet med flera andra anjalamän. När domen upplästes den 23 augusti, sägs Klingspor ha drabbats av sinnesförvirring. Han föll enligt uppgift på knä, kysste slottsfogdens och polismästarens händer, och bad präster och läkare att be för hans liv. Dagen före den planerade avrättningen ska han ha skadat sig själv så allvarligt att hans tidigare antagna simulering av galenskap betraktades som verklig.
Han benådades och fördes till Danvikens hospital. I slutet av 1791 lämnade han hospitalet och bosatte sig en tid i Hamburg-Altona. Enligt vissa källor skedde detta efter att han friskförklarats, enligt andra efter en spektakulär flykt där han förklädd till kammartjänare, under namnet "Klingson", reste genom Sverige. Det påstods att han kastade sin hatt på isen för att simulera att han drunknat, och draggning efter kroppen genomfördes.
Efter Gustav III:s död 1792 återfick Klingspor sin ära och egendom, dock utan rätt att återvända till Sverige. År 1793 köpte han gården Carolinenhof vid Reinbeck i Holstein. Där gifte han sig med Carolina Magdalena Fredrika von Goetzel (1770–1798). Efter hennes död i barnsäng gifte han sig 1798 med hennes syster Maria von Goetzel. Paret fick två söner: Georg Mauritz Fredrik (född 1800) och Otto Mauritz Fredrik (1802–1885).
År 1799 sålde familjen Carolinenhof och flyttade till Itzehoe, där Klingspor avled 1802.